# Elecciones parlamentarias de Siria de 2025
Las elecciones parlamentarias de Siria de 2025 están programadas para finales de agosto de 2025 y elegirán a 100 de los 150 miembros de la Asamblea Popular de Siria, el poder legislativo nacional del país. Estas elecciones serán las primeras celebradas desde la caída del régimen de Asad en diciembre de 2024 y se llevan a cabo bajo la autoridad del gobierno de transición sirio, liderado por el presidente Ahmed al-Charaa.
A diferencia de las elecciones anteriores en Siria, las de 2025 se celebrarán mediante un sistema electoral provisional e indirecto. De los 150 escaños, 100 miembros de la Asamblea Popular se cubrirán mediante un sistema de colegio electoral distrital, con diputados seleccionados por comités locales compuestos por expertos y figuras comunitarias. Los 50 escaños restantes serán nombrados directamente por el presidente, sin que ningún escaño se elija por voto popular directo.

## Antecedentes
La Asamblea Popular de Siria es la legislatura unicameral del país. Bajo gobiernos anteriores, incluido el de Bashar al-Ásad, la Asamblea fue considerada a menudo como poco más que una legislatura de mera formalidad, que aprobaba leyes alineadas con los intereses del gobernante Partido Baaz.
Tras las ofensivas de la oposición siria de 2024, los cambios políticos en Siria y la transición a un nuevo modelo de gobernanza, la Asamblea Popular elegida en las elecciones parlamentarias sirias de julio de 2024 se disolvió el 29 de enero de 2025 y fue reemplazada por un Consejo Legislativo provisional. Tras la adopción de la Constitución provisional de Siria de 2025, se estableció un parlamento provisional llamado Asamblea Popular, en el que el presidente nombra a un tercio de los diputados. El 2 de junio de 2025, se emitió el Decreto Presidencial 66, que estableció el Comité Superior para las Elecciones a la Asamblea Popular. El comité de 11 miembros es responsable de supervisar la formación de los subcomités electorales, que elegirán a dos tercios de los diputados.
El presidente sirio, Ahmed al-Charaa, afirmó que faltaba infraestructura para realizar elecciones directas, y el abogado sirio de derechos humanos, Anwar al-Bunni, afirmó que "la ausencia de trabajo político, partidos y activismo político", además de la necesidad de registrar a los desplazados y fallecidos, y el hecho de que el régimen de Assad otorgara la ciudadanía a un gran número de militantes iraníes, significaban que el sistema indirecto era "lógico" hasta que se pudiera establecer la infraestructura para las elecciones directas, cuya organización podría tardar hasta cuatro años.

## Sistema electoral
Las elecciones de 2025 se están celebrando bajo un sistema electoral temporal. Según el Comité Superior, la Asamblea Popular comprenderá 150 escaños, con 100 escaños elegidos indirectamente y 50 escaños nombrados por el Presidente de Siria.

### Electorado
El marco electoral temporal reemplaza las elecciones directas, utilizadas bajo el antiguo régimen, con un sistema indirecto. En lugar de votos directos, los subcomités formarán colegios electorales locales, que a su vez elegirán los diputados. Según el comité, este enfoque está destinado a adaptarse a la naturaleza transitoria y legislativa, no representativa, del nuevo Parlamento debido a la falta de infraestructura, como datos censales confiables y el registro de votantes para llevar a cabo elecciones directas. El objetivo es seleccionar tecnócratas y académicos: el 70% de los diputados serán académicos o expertos, el 30% serán figuras notables de la comunidad (preferiblemente también con calificaciones académicas).
El subcomité electoral de cada gobernación nominará a 30-50 personas por distrito, formando un colegio electoral local, del que se elegirá un solo representante parlamentario. Hay 65 distritos administrativos de Siria, y se formarán 14 subcomités, uno por gobernación.

### Igualdad
El Comité Superior se reunió con varios grupos, como el Consejo Asesor de la Mujer Siria, así como representantes de sindicatos, para discutir opiniones y propuestas.
El abogado sirio de derechos humanos, Anwar al-Bunni, también sugirió que el presidente podría nombrar a los diputados para contrarrestar cualquier pérdida de equilibrio por los grupos marginados de los comités electorales.

### Circunscripciones
El comité ha expresado su deseo de celebrar elecciones en toda Siria, incluidas las áreas bajo el control de las Fuerzas Democráticas Sirias, que son las gobernaciones de Al-Raqa y Hasaka. Si las elecciones en esas regiones no son factibles, el comité puede trabajar con dignatarios locales y notables para garantizar la participación a través de métodos indirectos.
Los 100 escaños se eligen sobre la base de gobernaciones, con cada gobernación subdividida en distritos que funcionan como circunscripciones. El miembro del comité Mohammed Wali declaró que "Cada [gobernación] tiene varias áreas, cada área produce varios miembros del parlamento".

### Distribución de escaños por gobernación
- Alepo (20)
- Damasco (11)
- Rif Dimashq (10)
- Homs (9)
- Hama (8)
- Idlib (7)
- Latakia (6)
- Deir ez-Zor (6)
- Hasaka (6)
- Tartús (5)
- Daraa (4)
- Al-Raqa (3)
- As-Suwayda (3)
- Quneitra (2)

### Fecha
El comité ha estimado que el proceso de selección de candidatos tardará de 60 a 90 días en completarse,  a partir de junio de 2025 y terminando en agosto de 2025. La elección tendrá lugar el mismo día en toda Siria, se espera que sea a finales de agosto.

### Mandato
El comité también ha estimado que los diputados cumplirán un mandato esperado de cinco años. Sin embargo, se supone que las elecciones se renovarán después de 30 meses, ya que el mandato de la Asamblea Popular se establece en 30 meses de acuerdo con la declaración constitucional. Esto significa que, aunque el mandato del comité se concibió inicialmente como una asignación a largo plazo, sigue sujeto al ciclo legislativo establecido por el marco constitucional.

### Candidatura
Según el presidente del comité, los candidatos deben:
- tener al menos 25 años,
- tener una buena reputación y conducta,
- no haber sido condenados por un delito deshonroso,
- ser legalmente competentes y no estar bajo restricciones financieras.
- ser ciudadanos sirios durante al menos 10 años.

## Reacciones y análisis
El abogado sirio de Derechos Humanos Anwar al-Bunni, director del Centro Sirio de Estudios e Investigación Jurídica, ha descrito el proceso como un paso pragmático dadas las condiciones actuales de Siria. Reconoció la falta de infraestructura y documentación civil, y enfatizó la importancia de incluir a la sociedad civil y al liderazgo local en las estructuras de gobernanza de transición. Al-Bunni señaló que las decisiones de esta Asamblea podrían estar sujetas a futuras revisiones, enmiendas o derogaciones una vez que las elecciones populares sean factibles.
: El Encargado de Negocios de la Unión Europea para Siria, Michael Unmacht, dijo que la Unión Europea acogió con satisfacción la formación del Comité Electoral Supremo y que la Unión Europea ofrecería su experiencia en apoyo de la autoridad legislativa de transición.
: El enviado especial de las Naciones Unidas para Siria, Geir Otto Pedersen, también acogió con satisfacción el anuncio de la formación del Comité Electoral Supremo.